# 盛华地产基金
盛华地产基金成立于2011年9月5日，是一家主要投资中国房地产项目的美元基金。基金及其管理公司的发起人为远洋地产控股有限公司（简称“远洋地产”）与KKR&Co.(Kohlberg Kravis Roberts & Co.)。
盛华地产基金投资物业类型以住宅为主；主要投资于经济高速增长，人口稠密，人均可支配收入高增长的区域城市，重点区域包括环渤海经济圈、长三角、珠三角及经济发展迅速的中西部重点城市。